# サン・セバスティアン国際映画祭
サン・セバスティアン国際映画祭 (スペイン語: Festival Internacional de cine de Donostia-San Sebastián、バスク語: Donostiako Nazioarteko Zinemaldia) は、スペイン・バスク州ギプスコア県サン・セバスティアンで毎年9月に開催される映画祭。

## 歴史
1952年、スペイン語映画を称えることを意図して映画祭が創設された。1955年には他言語の映画も選考に参加する資格を得て、この時からカラー映画専門の映画祭となった。1957年には国際映画製作者連盟(FIAPF)公認（Aカテゴリー）の国際映画祭となり、監督賞などが授与されなかった1980年から1984年を除き、継続してAカテゴリーに認定されている。クルサール国際会議場・公会堂を主会場とし、ビクトリア・エウヘニア劇場、ベロドローム・デ・アノエタ（自転車競技場）などで開催される。映画祭に参加する俳優や監督はマリア・クリスティーナ・ホテルなどに滞在することで知られる。最優秀映画賞はコンチャ・デ・オロ（黄金の貝殻賞) である。

## 部門
- コンペティション部門
  - 国際映画製作者連盟(FIAPF)に規定によれば、近年に製作され、他の映画祭で公開されていない映画がコンペティション部門を争う。
- 新人監督部門
  - 1作目もしくは2作目の監督。
- オリソンテス・ラティーノ部門
  - ラテンアメリカで製作され、スペインで公開されていない作品。
- 真珠部門
  - 過去1年以内に他の国際映画祭で公開された最優秀作品。
- サバルテギ部門
- スペイン製作部門
- シネミラ部門
- 回顧部門
- 荒々しい映画部門
- ベロドローム部門
- 国際映画学生集会部門
- キュリナリー・シネマ部門

## 賞
コンペティション部門で選出される賞には以下がある。
- 最優秀映画賞（コンチャ・デ・オロ）
- 審査員特別賞
- 監督賞（シルバー・シェル）
- 男優賞（シルバー・シェル）
- 女優賞（シルバー・シェル）
- 撮影賞（審査員賞）
- 脚本賞（審査員賞）

功労賞（名誉賞）としてドノスティア賞がある。
- ドノスティア賞

新人監督部門、オリソンテス・ラティーノ部門など各部門ごとに選出される賞には以下がある。この他にも様々な賞が授与されている。
- 新人監督賞
- 新人監督賞 特別表彰
- オリソンテス賞
- オリソンテス賞 特別表彰
- 異なる視点賞
- 異なる視点賞 特別表彰
- バスク映画賞
- 観客賞
- 観客賞 最優秀ヨーロッパ映画
- 国際映画批評家連盟賞
- セバスティアヌ賞[1]

## 最優秀映画賞受賞作品
| 開催年 | 題名 原題                                   | 監督                               | 製作国                                     |
| ------ | ------------------------------------------- | ---------------------------------- | ------------------------------------------ |
| 1985   | Yesterday                                   | ラドスワフ・ピポバルスキー         | ポーランド                                 |
| 1986   | 天国の半分 La Mitad del Cielo               | マヌエル・グティエレス・アラゴン   | スペイン                                   |
| 1987   | ガリレアの婚礼 Noce en Galilee              | ミシェル・クレイフィ               | イスラエル/ フランス/ ベルギー             |
| 1988   | On the Black Hill                           | アンドリュー・グリーヴ             | イギリス                                   |
| 1989   | 天使が降りたホームタウン Homer And Eddie    | アンドレイ・コンチャロフスキー     | アメリカ合衆国                             |
| 1989   | 地下の民 Nación clandestina                 | ホルヘ・サンヒネス                 | ボリビア                                   |
| 1990   | Las Cartas de Alou                          | モンチョ・アルメンダリス           | スペイン                                   |
| 1991   | Alas de mariposa                            | Juanma Bajo Ulloa                  | スペイン                                   |
| 1992   | Lugar en el mundo                           | アドルフォ・アリスタライン         | アルゼンチン/ スペイン/ ウルグアイ         |
| 1993   | Principio y fin                             | アルトゥーロ・リプステイン         | メキシコ                                   |
| 1993   | Sara                                        | ダリウシュ・メールジュイ           | イラン                                     |
| 1994   | 時間切れの愛 Dias Contados                  | イマノル・ウリベ                   | スペイン                                   |
| 1995   | 死の愛撫 Margaret's Museum                  | モート・ランセン                   | イギリス/ カナダ                           |
| 1996   | Trojan Eddie                                | ギリーズ・マッキノン               | イギリス/ アイルランド                     |
| 1996   | Bwana                                       | イマノル・ウリベ                   | スペイン                                   |
| 1997   | 最後の賭け Rien ne va plus                  | クロード・シャブロル               | フランス/ スイス                           |
| 1998   | El Viento se llevó lo qué                   | アレハンドロ・アグレスティ         | アルゼンチン/ フランス/ オランダ/ スペイン |
| 1999   | うつくしい人生 C'est quoi la vie?           | フランソワ・デュペイロン           | フランス                                   |
| 2000   | La Perdición de los hombres                 | アルトゥーロ・リプステイン         | メキシコ/ スペイン                         |
| 2001   | Taxi para tres                              | Orlando Lübbert                    | チリ                                       |
| 2002   | 月曜日にひなたぼっこ Los lunes al sol       | フェルナンド・レオン・デ・アラノア | スペイン/ フランス/ イタリア               |
| 2003   | ガン・シャイ Schussangst                    | ディト・ツィンツァジェ             | ドイツ                                     |
| 2004   | 亀も空を飛ぶ Kûsiyan jî dikarin bifirin     | バフマン・ゴバディ                 | イラン/ フランス/ イラク                   |
| 2005   | Stestí                                      | ボフダン・スラーマ                 | チェコ ドイツ                              |
| 2006   | 半月 Niwemang                               | バフマン・ゴバディ                 | イラン/ フランス/ イラク/ オーストラリア   |
| 2006   | 私の息子 Mon fils à moi                     | マルシャル・フジュロン             | フランス                                   |
| 2007   | 千年の祈り A Thousand Years of Good Prayers | ウェイン・ワン                     | アメリカ合衆国                             |
| 2008   | Pandoranin kutusu                           | イェシム・ウスタオウル             | トルコ/ フランス/ ドイツ/ ベルギー         |
| 2009   | 南京!南京!                                  | 陸川                               | 中国                                       |
| 2010   | NEDS                                        | ピーター・ミュラン                 | イギリス/ フランス/ イタリア               |
| 2011   | Los pasos dobles                            | Isaki Lacuesta                     | スペイン/ スイス                           |
| 2012   | 危険なプロット Dans la maison               | フランソワ・オゾン                 | フランス                                   |
| 2013   | Bad Hair (Pelo Malo)                        | Mariana Rondón                     | ベネズエラ/ ペルー/ ドイツ                 |
| 2014   | マジカル・ガール Magical Girl               | カルロス・ベルムト                 | スペイン                                   |
| 2015   | Sparrows                                    | ルナー・ルナーソン                 | アイルランド/ デンマーク/ クロアチア       |
| 2016   | わたしは潘金蓮じゃない 我不是潘金莲         | フォン・シャオガン                 | 中国                                       |